# Condado de Effingham (Illinois)
O Condado de Effingham é um dos 102 condados do Estado americano de Illinois. A sede do condado é Effingham, e sua maior cidade é Effingham. O condado possui uma área de 1 243 km² (dos quais 3 km² estão cobertos por água), uma população de 34 264 habitantes, e uma densidade populacional de 28 hab/km² (segundo o censo nacional de 2000). O condado foi fundado em 15 de fevereiro de 1831.